# Équipe cycliste Collstrop
Pour les articles homonymes, voir Collstrop.

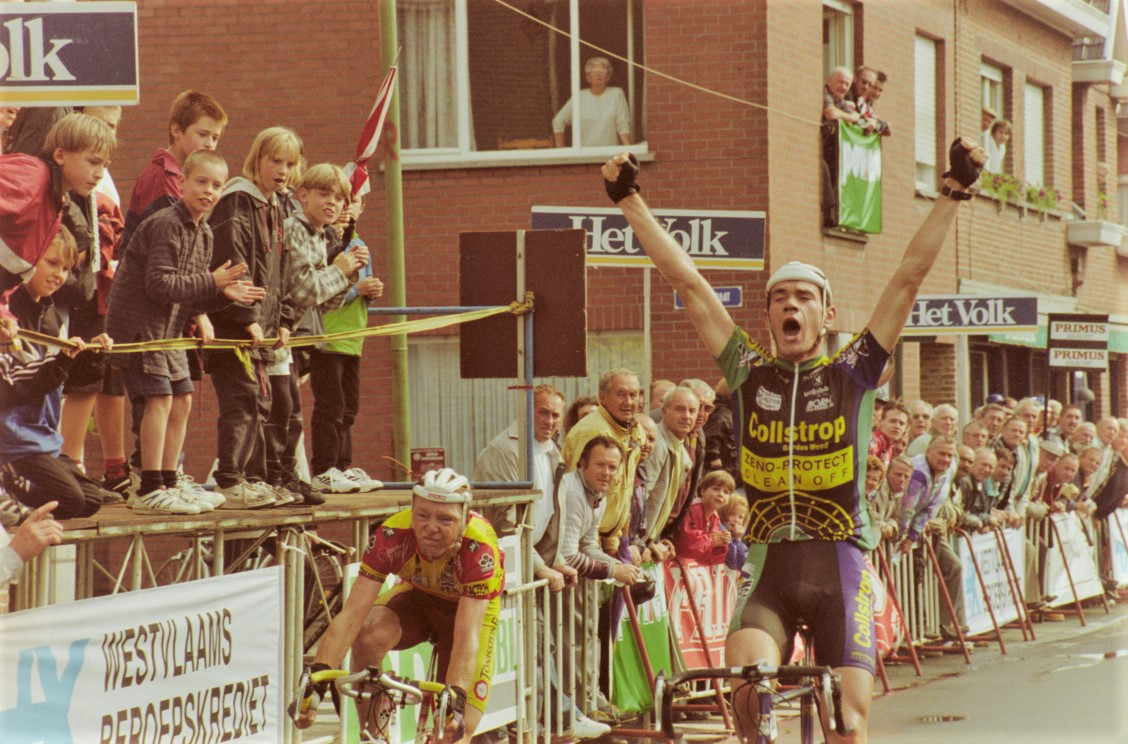
Danny Baeyens lors de sa victoire le Prix Sint-Eloois 1997.

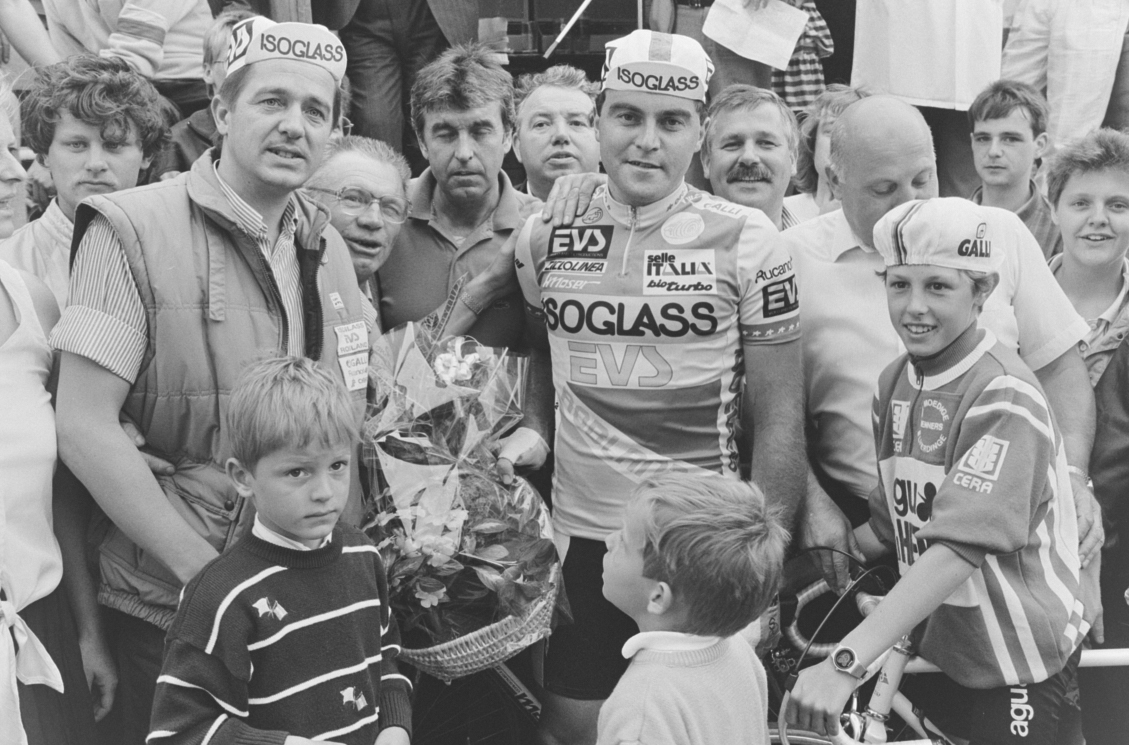
Maurice Terryn lors du GP Raf Jonckheere 1988.

Collstrop est une équipe cycliste belge ayant existé de 1986 à 2000. En 2001, l'équipe Collstrop fusionne avec l'équipe Palmans.
L'équipe ne doit pas être confondue avec l'équipe Cycle Collstrop, présente dans les pelotons en 2008.

## Histoire de l'équipe
L'équipe est fondée en 1986 sous l'impulsion de Luc Landuyt et Robert Servais. Au cours de la première année, l'équipe a obtenu des troisièmes places sur la Flèche côtière et Binche-Chimay-Binche et une cinquième place du Grand Prix de Zottegem. L'année suivante, l'équipe décroche une première victoire avec Hendrik Redant lors du  Circuit du Houtland. En plus de la première victoire, les coureurs se classent troisième du Championnat des Flandres et quatrième du Grand Prix E3. En 1988, la formation participe au Tour d'Italie.
Hormis une victoire et une deuxième place sur la Flèche côtière et une sixième place au Championnat des Flandres, l'équipe ne réussit pas à décrocher de succès notables en 1989. En 1990, ses coureurs décrochent la deuxième place de Nokere Koerse, du Tour du Limbourg et du Tour de l'Etna. En 1991, aucune victoire n'est décrochée, mais de nombreuses deuxièmes places. Entre 1990 et 1993, l'équipe est invitée au Tour d'Espagne à trois reprises.
Entre 1992 et 1997, l'équipe connait ses meilleures saisons avec de nombreuses victoires en Belgique et en France. En 1993, Benjamin Van Itterbeeck se classe neuvième de Paris-Roubaix et l'année suivante, c'est Frank Corvers qui est dixième du Tour des Flandres, les deux tops seuls 10 de l'équipe sur des classiques Monuments.
À la fin de la saison 2000, l'équipe est dissoute et fusionne avec Palmans-Cras en 2001.

## Dopage
En 1993, le coureur Patrick Strouken est testé positif à la nandrolone à Maastricht, aux Pays-Bas. Il est condamné à payer une amende et est suspendu trois mois.

## Classements UCI
| Saison | Classement par équipes | Meilleur coureur     |
| ------ | ---------------------- | -------------------- |
| 1995   | 24e                    | Jo Planckaert (125e) |
| 1996   | 22e                    | Johan Capiot (48e)   |
| 1997   | 49e                    | Frank Hoj (204e)     |
| 1998   | 49e                    | Tom Desmet (331e)    |
| 1999   | 28e (GSII)             | Tony Bracke (382e)   |
| 2000   | 26e (GSII)             | Geert Omloop (349e)  |

## Principaux coureurs
- Laurent Desbiens
- Niko Eeckhout
- Marc Bouillon
- Hendrik Redant
- Peter Verbeken
- Etienne De Wilde
- Adrie van der Poel
- Jo Planckaert
- Chris Peers
- Magnus Bäckstedt
- Johan Capiot
- Danny Daelman
- Wim Omloop
- Benoît Salmon
- Frank Høj
- Roger Hammond
- Dmitriy Fofonov
- Peter Van Petegem

## Palmarès
- 1992
  - Cholet-Pays de Loire
- 1993
  - Cholet-Pays de Loire
  - 1re et 3e étapes de la Route du Sud
  - La Côte Picarde
- 1993
  - 5e étape de l'Étoile de Bessèges
  - Circuit de la Sarthe
  - 3e étape du Tour des Pays-Bas
- 1994
  - Grand Prix de Denain
- 1995
  - À travers le Morbihan
  - 3e étape du Dauphiné libéré
- 1998
  -  Championnats du Kazakhstan de cyclisme
- 1999
  - Gand-Wevelgem espoirs
- 2000
  - 4e étape Tour de la Région Wallonne
- 2001
  - Grand Prix d'Isbergues
  - Kuurne-Bruxelles-Kuurne
  - 2e étape de Paris-Nice
  - Grand Prix Rudy Dhaenens
  - 1re étape du Tour de la Somme
  - 5e étape de la Course de la Paix